# Robert B. Laughlin
Robert Betts Laughlin (* 1. listopadu 1950 ve Visalii) je profesorem fyziky a aplikované fyziky na Stanfordově univerzitě. V roce 1998 získal spolu s Horstem Störmerem a Cchuejem Čchim Nobelovu cenu za fyziku „za objev nového druhu kvantové kapaliny s neceločíselnými excitacemi“ (kvantový Hallův jev).
Narodil se v městě Visalia ve střední Kalifornii. Titul BA (Bachelor of Arts) v oboru matematika získal v roce 1972 na Kalifornské univerzitě v Berkeley a v roce 1979 získal titul Ph.D. na Massachusettském technologickém institutu (MIT) v Cambridge ve státě Massachusetts.
Profesor Laughlin sdílí podobné názory jako teoretický fyzik George Chapline (1942) – oba totiž pochybují o existenci černých děr.